# Ota Takamitsu
Takamitsu Ota (sinh ngày 19 tháng 7 năm 1970) là một cầu thủ bóng đá người Nhật Bản.

## Sự nghiệp câu lạc bộ
Takamitsu Ota đã từng chơi cho Fujitsu, Toyota Motors, Shimizu S-Pulse, Consadole Sapporo và Jatco.